# 徐汇中城绿谷公园
徐汇中城绿谷公园，位于上海市徐汇区沪闵路定安路（沪闵路宾阳路）徐汇万科中心周边，被定安路分隔成东西两块，总面积近7万平方米、长度约1公里，是一个集自然环境、运动、科技和休闲娱乐于一体的多功能公共空间。2016年，徐汇中城绿谷开工，2017年建成，是上海最大CBD中央公园，因其瘦长状并穿越周边高层建筑群而得名。